# چاه عشایری ملاعباس حسینی
چاه عشایری ملاعباس حسینی یا شهیدحسین براتی روستایی در دهستان درح بخش درح شهرستان سربیشه استان خراسان جنوبی ایران است.

## جمعیت
بر پایه سرشماری عمومی نفوس و مسکن در سال ۱۳۹۵ جمعیت این روستا ۲۵۹ نفر (۷۱خانوار) بوده‌است.